# Pseudoacrodictys eickeri
Pseudoacrodictys eickeri är en svampart som först beskrevs av Morgan-Jones, och fick sitt nu gällande namn av W.A. Baker & Morgan-Jones 2003. Pseudoacrodictys eickeri ingår i släktet Pseudoacrodictys, divisionen sporsäcksvampar och riket svampar.   Inga underarter finns listade i Catalogue of Life.